# Triumph TR6
O Triumph TR6 é um carro esportivo construído pela British Triumph Motor Company entre 1968 e 1976. Foi o campeão de vendas da linha TR quando a produção terminou, um recorde subseqüentemente superado pelo TR7. Dos 91.850 TR6 produzidos, 83.480 foram exportados; apenas 8.370 foram vendidos no Reino Unido.
A carroçaria foi geralmente semelhante ao TR4 / TR5, mas as extremidades dianteira e traseira foram quadradas, alegadamente como resultado de um contrato de consultoria envolvendo Karmann.
1. ↑  «Vintage Triumph Register - VTR». web.archive.org. 30 de novembro de 2010. Consultado em 9 de janeiro de 2025
2. ↑  Taylor, James (1998). Triumph TRS. Estados Unidos: Motorbooks International Publishers. p. 89. ISBN 0-7603-0407-6